# Mykhailo Kukhar
Mykhailo Kukhar est un joueur ukrainien de volley-ball né le 30 juin 1980. Il mesure 2,08 m et joue central.

## Clubs
| Club                | De        | À         |
| ------------------- | --------- | --------- |
| Uzghorod            | 2006-2007 | 2006-2007 |
| Club Alès CVB       | 2007-2008 | 2009-2010 |
| Avignon Volley-Ball | 2010-2011 | 2011-2012 |
| Club Alès CVB       | 2012-2013 | 2014-2015 |

## Palmarès
- Championnat de France Pro B (2)
  - Vainqueur : 2008, 2012